# Sperker Ferenc
Sperker Ferenc (Szentdemeter, 1857. április 19. – Nagyvárad, 1923. szeptember 23.) földbirtokos, nagyváradi káptalani jószágigazgató.

## Életpályája
1879-ben kezdett szentdemeteri birtokán gazdálkodni. 1879-ben megalapította a magyar szürke szarvasmarha tenyészetét. 1896-ban részt vett az Ezredéves Országos Kiállításon, ahol millenniumi nagyérmet nyert. 1908-ban jószágigazgató lett. 1911-ben tenyészetét eladta; tagja lett az Erdélyi Jellegű Magyarfajta Szarvasmarhát Tenyésztők Egyesületének.
Az erdélyi magyar szarvasmarha feljavításán, megfelelő tenyésztési és takarmányozási eljárások bevezetésén dolgozott. Tenyésztési elveivel, eljárásaival kapcsolatban több közleménye jelent meg a szaklapokban.

## Művei
- Néhány szerény szó erdélyi magyar szarvasmarha-tenyésztésünk érdekében (Kolozsvár, 1896)
- A magyar-erdélyi fajta szarvasmarha standardja (Cikksorozat az Állattenyésztési Szemléből, Budapest, 1910)
- A húsdrágaság és a magyar szarvasmarha (Kolozsvár, 1911)

## Díjai
- Ferenc József-rend lovagkeresztje III. o. (1896)